# Думитру, Даниэла
Даниэла Джорджиана Думитру  (англ. Daniela Georgiana Dumitru; род. 25 июля 1987 года, в Плоешти, Румыния) — румынская конькобежка и велогонщица, 9-кратная чемпионка Румынии в многоборье среди юниоров и чемпионка Румынии среди взрослых в 2010 году по конькобежному спорту. Выступала за клубы "Petrolul Ploieşti" и "CSM Brasov".

## Биография
Даниэла Думитру родилась в городе Плоешти, где и начала кататься на коньках. 
В возрасте 9 лет она стала участвовать в юношеских соревнованиях и заняла 3-е место в многоборье на чемпионате Румынии. С 1997 по 1999 года и в 2001 году выиграла юношеские Национальные чемпионаты в спринтерском многоборье, а также в с 2002 по 2004 год в классическом многоборье. В 2002 году также выиграла "серебро" на взрослом чемпионате Румынии в многоборье, а в 2003 году заняла 3-е место в многоборье и на дистанциях 1000, 1500 и 3000 м, а также дебютировала на юниорском чемпионате мира.
С 2004 года Даниэла начала выступления на Кубке мира и выиграла серебряные медали на Национальном чемпионате, как на отдельных дистанциях, так и в многоборье. Она дебютировала в 2006 году на чемпионате Европы в многоборье и на чемпионате мира в спринтерском многоборье в Херенвене, где заняла 33-е место.
В 2007 году Даниэла заняла 26-е место в многоборье на чемпионате Европы в Коллальбо, а следом на зимней Универсиаде в Турине стала 25-й на дистанции 500 м и 19-й на 1500 м. На чемпионате мира среди юниоров впервые заняла 5-е место в командной гонке преследования. В 2008 году выиграла три "бронзы" на чемпионате Румынии, а в 2009 году она поднялась на 19-е место на очередном чемпионате Европы в Херенвене.
Через год выиграла чемпионат Румынии в многоборье и участвовала на чемпионате мира в спринтерском многоборье в Обихиро, где заняла 24-е место и даже заняла 3-е место в спринте на чемпионате Северной Америки в Солт-Лейк-Сити. В феврале 2010 года она завершила карьеру конькобежца. Однако в 2016 году вошла в профессиональную итальянскую команду по велошоссе "giusfredi bianchi" в Тоскане и выступала за неё в течение года, до сентября 2017 года.

## Личная жизнь
Даниэла Думитру обучалась с 2006 по 2009 год в Аккредитованном общественном университете Трансильвании и получила степень бакалавра физической культуры и спорта и профессора кафедры физической культуры и спорта. С 2011 года по май 2012 года работала инструктором по пилатесу и йоге в компании "Steiner Leisure Limited", а с 2020 года по-настоящее время персональный тренер в компании "Azienda-sport" в городе Мессина на Сицилии, где она и проживает.